# بوجيدار ماليكوفيتش
بوجيدار ماليكوفيتش (بالصربية: Божидар Маљковић) مواليد 20 أبريل 1952 في جمهورية كرواتيا الاشتراكية، هو مدرب كرة سلة صربي ولاعب سابق. بدأ مسيرته الاحترافية في سنة 1971. اعتزل اللعب في 2013. فاز بالدوري الأوروبي لكرة السلة مع نادي باناثينايكوس لكرة السلة وليموج سي إس بي. درب منتخب سلوفينيا لكرة السلة.

## روابط خارجية
- بوجيدار ماليكوفيتش على موقع الدوري الإسباني لكرة السلة (الإسبانية)
- بوجيدار ماليكوفيتش على موقع أوليمبيديا (الإنجليزية)